# Аршавін Андрій Сергійович
Андрій Сергійович Аршавін (нар. 29 травня 1981, Ленінград, СРСР) — російський футболіст, заслужений майстер спорту Росії (2008). Нападник і атакувальний півзахисник збірної Росії та санктпетербурзького «Зеніта». 
Підтримує путінський режим та війну Росії проти України. Заявляв про готовність воювати проти України, якщо надійде повістка.  
У 2008 році після чемпіонату Європи 2008 року потрапив до символічної збірної Європи за версією УЄФА, а 2 грудня, в результаті голосування на визначення найкращого гравця 2008 року і вручення нагороди «Золотий м'яч» за версією журналу «France Football», зайняв 6-е місце, що є найкращим результатом для російського футболіста після розпаду СРСР. Неодноразово визнавався найкращим футболістом Росії в різних опитуваннях. Згідно з опитуваннями ВЦИОМ і «Левада-Центру», займає 18-е місце у списку Топ-100 еліти Росії за 2008 рік.

## Досягнення

### Командні
Зеніт
- Чемпіонат Росії:
  - Чемпіон: 2007, 2011/12, 2014/15
  - Срібний призер: 2003
  - Бронзовий призер: 2001
- Володар Кубка Прем'єр-Ліги: 2003
- Володар Суперкубка Росії 2008
- Володар Кубка УЄФА: 2007/08
- Володар Суперкубка УЄФА: 2008

 Арсенал
- Бронзовий призер чемпіонату Англії: 2009/10

 Кайрат
- Володар Суперкубка Казахстану: 2017
- Володар Кубка Казахстану: 2017, 2018

 Збірна Росії
- Бронзовий призер чемпіонату Європи: 2008

### Особисті
- У списках 33 найкращих футболістів чемпіонату Росії (7): № 1 (2005, 2006, 2007, 2008); № 2 (2001, 2002, 2004)
- 2004 — Найкращий футболіст року за результатами опитування читачів газети «Спорт-Експрес»
- 2005–2006 — Найкращий бомбардир ФК «Зеніт»
- 2006 — Найкращий футболіст року за результатами опитування футболістів вищого дивізіону газетою «Спорт-Експрес»
- 2006 — Найкращий футболіст року за результатами опитування журналістів щотижневика «Футбол»
- 2006 — Найкращий футболіст року за версією Російського футбольного союзу
- 2008 — Найкращий гравець фінального матчу Кубка УЄФА 2008
- 2008–2009 — «Найкращий футболіст країн СНД і Балтії» від газети «Спорт-Експрес»
- 2009 — Найефективніший гравець англійської Прем'єр-ліги за версією «IMScouting»[1]
- 2009 — Член Клубу 100 російських бомбардирів
- 2009 — Член Клубу Григорія Федотова
- 2019 — Став послом чемпіонату Європи з футболу 2020 року від Росії

## Статистика виступів

### Клубна статистика
За станом на 9 травня 2010.
| Клуб                    | Сезон     | Чемпіонат | Чемпіонат | Чемпіонат | Кубок | Кубок | Кубок | Єврокубки | Єврокубки | Єврокубки | Усього | Усього | Усього |
| Клуб                    | Сезон     | Матчі     | Голи      | Паси      | Матчі | Голи  | Паси  | Матчі     | Голи      | Паси      | Матчі  | Голи   | Паси   |
| ----------------------- | --------- | --------- | --------- | --------- | ----- | ----- | ----- | --------- | --------- | --------- | ------ | ------ | ------ |
| Зеніт-2                 | 1999      | 35        | 4         | 0         | 3     | 0     | 0     | 0         | 0         | 0         | 35     | 4      | 0      |
| Зеніт-2                 | 2000      | 21        | 3         | 0         | 0     | 0     | 0     | 0         | 0         | 0         | 21     | 3      | 0      |
| Зеніт-2                 | Усього    | 56        | 7         | 0         | 0     | 0     | 0     | 0         | 0         | 0         | 56     | 7      | 0      |
| Зеніт (Санкт-Петербург) | 2000      | 10        | 0         | 1         | 1     | 0     | 0     | 3         | 0         | 0         | 14     | 0      | 1      |
| Зеніт (Санкт-Петербург) | 2001      | 29        | 4         | 8         | 5     | 1     | 2     | 0         | 0         | 0         | 34     | 5      | 10     |
| Зеніт (Санкт-Петербург) | 2002      | 30        | 4         | 7         | 0     | 0     | 0     | 4         | 2         | 5         | 34     | 6      | 14     |
| Зеніт (Санкт-Петербург) | 2003      | 27        | 5         | 10        | 3     | 0     | 2     | 0         | 0         | 0         | 30     | 5      | 12     |
| Зеніт (Санкт-Петербург) | 2004      | 28        | 6         | 8         | 4     | 2     | 1     | 8         | 4         | 1         | 40     | 12     | 10     |
| Зеніт (Санкт-Петербург) | 2005      | 29        | 9         | 9         | 3     | 0     | 0     | 13        | 5         | 3         | 45     | 14     | 12     |
| Зеніт (Санкт-Петербург) | 2006      | 28        | 7         | 13        | 4     | 0     | 1     | 0         | 0         | 0         | 32     | 7      | 14     |
| Зеніт (Санкт-Петербург) | 2007      | 30        | 10        | 13        | 2     | 1     | 4     | 14        | 4         | 10        | 46     | 15     | 27     |
| Зеніт (Санкт-Петербург) | 2008      | 27        | 6         | 8         | 1     | 1     | 0     | 7         | 0         | 1         | 35     | 7      | 9      |
| Зеніт (Санкт-Петербург) | Усього    | 238       | 51        | 77        | 26    | 5     | 13    | 49        | 15        | 20        | 376    | 80     | 145    |
| Арсенал (Лондон)        | 2008/2009 | 12        | 6         | 5         | 3     | 0     | 2     | 0         | 0         | 0         | 15     | 6      | 11     |
| Арсенал (Лондон)        | 2009/2010 | 30        | 10        | 1         | 1     | 0     | 0     | 8         | 2         | 5         | 39     | 12     | 8      |
| Арсенал (Лондон)        | 2010/2011 | 37        | 6         | 11        | 9     | 1     | 4     | 6         | 3         | 2         | 52     | 10     | 18     |
| Арсенал (Лондон)        | 2011/2012 | 19        | 1         | 3         | 3     | 1     | 1     | 5         | 0         | 0         | 29     | 4      | 4      |
| Арсенал (Лондон)        | Усього    | 98        | 23        | 20        | 16    | 2     | 7     | 19        | 5         | 7         | 144    | 31     | 46     |
| Зеніт (Санкт-Петербург) | 2011/2012 | 10        | 3         | 4         | 1     | 0     | 0     | 0         | 0         | 0         | 11     | 3      | 5      |
| Зеніт (Санкт-Петербург) | Усього    | 10        | 3         | 4         | 1     | 0     | 0     | 0         | 0         | 0         | 11     | 3      | 5      |
| Усього                  | Усього    | 388       | 75        | 136       | 47    | 9     | 23    | 86        | 22        | 33        | 520    | 111    | 191    |

### Матчі за збірну Росії
Усього: 73 матчі / 17 голів; 37 перемог, 22 нічиї, 14 поразок.
(Відкориговано за станом на 12 червня 2012)